# If'n
If'n é o segundo álbum de estúdio do fIREHOSE, uma banda estadunidense de rock alternativo. Este álbum foi lançado em 1987.
As músicas deste álbum, em relação às músicas do álbum anterior, o Ragin', Full On, são mais consistentes. Este álbum também procura centrar no material escrito por Mike Watt, o que mostra que a banda tem a sua própria identidade, ao invés de serem comparados ao Minutemen. Muitas músicas deste álbum tornaram-se agradaram os fãs da banda, incluindo "Making the Freeway", "From One Cums One" e, especialmente, "Me & You, Remembering". Este álbum traz também a primeira música "pesada" do grupo, a "Thunder Child".
O nome do álbum é uma referência a um dos episódios de Bewitched, uma série de televisão. Segundo o site da IMDB, o episódio chama-se "Hippie, Hippie, Hooray", é o 21º episódio da 4ª temporada, e foi ao ar no dia 1 de fevereiro de 1968.

## Faixas
1. "Sometimes" - 3:24
2. "Hear Me" - 2:37
3. "Honey, Please" - 2:20
4. "Backroads" - 2:02
5. "From One Cums One" - 2:24
6. "Making the Freeway" - 2:07
7. "Anger" - 3:49
8. "For the Singer of R.E.M." - 3:17
9. "Operation Solitare" - 2:37
10. "Windmilling" - 2:17
11. "Me & You, Remembering" - 1:32
12. "In Memory of Elizabeth Cotton" - 2:14
13. "Soon" - 3:11
14. "Thunder Child" - 4:33